# Mike Russell/Erfolge
Diese Liste zeigt die Erfolge des English-Billiards-Spieler Mike Russell. Russell ist seit 1986 Profispieler und gewann in dieser Zeit zwölf Mal die English-Billiards-Weltmeisterschaft sowie sechs Mal die IBSF World Billiards Championship. Ebenso gewann er dutzende andere Turniere und führte mehrfach die Weltrangliste an.
Nur etwa fünf Jahre nach seinem ersten Kontakt mit dem English Billiards wurde Russell Mitte der 1980er-Jahre Profispieler. Binnen weniger Jahre war er Weltmeister und fester Bestandteil der Weltspitze. In den folgenden Jahrzehnten prägte er den Sport als einer der führenden Spieler. Erst mit dem Niedergang des Sportes in den 2000ern machte sich auch Russell rar, der mehrere Engagements als Billardtrainer begann und so auch zeitweise für sein zeitweiliges Heimatland Katar spielte. Mit einem neuen Aufschwung im English Billiards kehrte Russell in den 2010ern wieder verstärkt zurück und konnte in dieser Zeit auch wieder in der Weltspitze mitspielen. Neben einigen Pausen vom Sport beeinträchtigten mehrere Vorfälle von unangebrachtem Verhalten seine Karriere. Der Weltverband zog daraus Anfang 2020 eine Konsequenz und sperrte ihn lebenslänglich; die Sperre wurde im Sommer 2022 nach einer Entschuldigung Russells aufgehoben.

## Übersicht über die Finalteilnahme
Es sei darauf hingewiesen, dass die Quellenlage im English Billiards recht schlecht ist. Deshalb kann die folgende Auflistung keinen Anspruch auf Vollständigkeit erheben.

### Professionelle Turniere
| Ausgang | Jahr | Turnier                                    | Finalgegner      | Ergebnis     |
| ------- | ---- | ------------------------------------------ | ---------------- | ------------ |
| Sieger  | 1988 | UK Championship                            | Bob Close        | 7:0          |
| Sieger  | 1990 | UK Championship                            | John Murphy      | 1478:1058    |
| Sieger  | 1990 | English-Billiards-Weltmeisterschaft        | Peter Gilchrist  | 2242:1347    |
| Sieger  | 1991 | UK Championship                            | Geet Sethi       | 1794:1538    |
| Sieger  | 1991 | English-Billiards-Weltmeisterschaft        | Robby Foldvari   | 1352:957     |
| Zweiter | 1992 | English-Billiards-Weltmeisterschaft        | Geet Sethi       | 718:2529     |
| Zweiter | 1993 | English-Billiards-Weltmeisterschaft        | Geet Sethi       | 1140:2139    |
| Sieger  | 1994 | UK Championship                            | Peter Gilchrist  | 1073:332     |
| Zweiter | 1994 | English-Billiards-Weltmeisterschaft        | Peter Gilchrist  | 645:1539     |
| Sieger  | 1996 | UK Championship                            | David Causier    | 1690:1277    |
| Sieger  | 1996 | English-Billiards-Weltmeisterschaft        | Geet Sethi       | 2534:1848    |
| Sieger  | 1996 | World Open                                 | Roxton Chapman   | 1741:885     |
| Sieger  | 1996 | Gold Flake Professional                    | Gruppenphase     | Gruppenphase |
| Zweiter | 1996 | Darley Dale Invitation Tournament          | Peter Gilchrist  | Gruppenphase |
| Sieger  | 1997 | SAS Charity Challenge                      | unbekannt        | unbekannt    |
| Sieger  | 1997 | UK Championship                            | Sonic Multani    | 2476:580     |
| Sieger  | 1997 | Northern Open Billiards Championship       | Peter Gilchrist  | 2080:906     |
| Sieger  | 1997 | Strachan Tournament                        | Sonic Multani    | unbekannt    |
| Sieger  | 1998 | SAS Charity Challenge                      | unbekannt        | unbekannt    |
| Sieger  | 1998 | Billiards Charity Challenge                | Chris Shutt      | 639:430      |
| Sieger  | 1998 | UK Championship                            | Geet Sethi       | 2204:807     |
| Sieger  | 1998 | World Matchplay Billiards Championship     | Peter Gilchrist  | 8:5          |
| Zweiter | 1998 | English-Billiards-Weltmeisterschaft        | Geet Sethi       | 1015:1400    |
| Sieger  | 1998 | Darley Dale Invitation Tournament          | Gruppenphase     | Gruppenphase |
| Sieger  | 1998 | Northern Open Billiards Championship       | Chris Shutt      | 1719:554     |
| Sieger  | 1999 | SAS Charity Challenge                      | unbekannt        | unbekannt    |
| Sieger  | 1999 | English-Billiards-Weltmeisterschaft        | Peter Gilchrist  | 2000:832     |
| Sieger  | 1999 | British Open Billiards Championship        | Chris Shutt      | 2195:335     |
| Sieger  | 1999 | Northern Open Billiards Championship       | Chris Shutt      | 1500:591     |
| Zweiter | 2000 | World Matchplay Billiards Championship     | Peter Gilchrist  | 1200:1500    |
| Sieger  | 2000 | SAS Charity Challenge                      | Chris Shutt      | 927:535      |
| Sieger  | 2001 | The Whitworth Billiards Tournament         | Gruppenphase     | Gruppenphase |
| Sieger  | 2001 | World Matchplay Billiards Championship     | Chris Shutt      | 1842:911     |
| Sieger  | 2001 | SAS Charity Challenge                      | Chris Shutt      | 1121:386     |
| Zweiter | 2001 | English-Billiards-Weltmeisterschaft        | Peter Gilchrist  | 863:1287     |
| Zweiter | 2001 | Darley Dale Tournament                     | Peter Gilchrist  | Gruppenphase |
| Sieger  | 2001 | British Open Billiards Championship        | David Causier    | 1599:1318    |
| Sieger  | 2002 | English-Billiards-Weltmeisterschaft        | Peter Gilchrist  | 2251:1273    |
| Sieger  | 2002 | SAS Charity Challenge                      | Paul Bennett     | 809:424      |
| Zweiter | 2003 | Bradford One-Day Professional Event        | David Causier    | unbekannt    |
| Sieger  | 2003 | English-Billiards-Weltmeisterschaft        | Peter Gilchrist  | 6:4          |
| Sieger  | 2004 | English-Billiards-Weltmeisterschaft        | David Causier    | 2402:1349    |
| Sieger  | 2007 | English-Billiards-Weltmeisterschaft        | Chris Shutt      | 2166:1710    |
| Sieger  | 2008 | English-Billiards-Weltmeisterschaft        | Geet Sethi       | 1821:1342    |
| Zweiter | 2009 | English-Billiards-Weltmeisterschaft        | Pankaj Advani    | 1253:2030    |
| Sieger  | 2009 | British Open                               | David Causier    | 718:490      |
| Sieger  | 2010 | English-Billiards-Weltmeisterschaft        | Dhruv Sitwala    | 1738:1204    |
| Sieger  | 2011 | English-Billiards-Weltmeisterschaft        | David Causier    | 1500:558     |
| Sieger  | 2012 | English Open                               | David Causier    | 580:409      |
| Zweiter | 2012 | English-Billiards-Weltmeisterschaft (Zeit) | Pankaj Advani    | 0:1          |
| Sieger  | 2012 | Jim Williamson Memorial Open               | Matthew Bolton   | 531:392      |
| Sieger  | 2013 | Americas Cup                               | Martin Goodwill  | 1250:587     |
| Zweiter | 2015 | Irish Open                                 | Peter Gilchrist  | 407:513      |
| Sieger  | 2015 | English Open                               | Phil Mumford     | 1403:649     |
| Zweiter | 2015 | Vimy Ridge Open                            | Robert Hall      | 301:484      |
| Sieger  | 2015 | Americas Cup                               | Siddharth Parikh | 1250:886     |
| Sieger  | 2016 | Irish Open – Plate                         | David Sneddon    | 200:85       |
| Sieger  | 2016 | European Open                              | Peter Gilchrist  | 1759:509     |
| Sieger  | 2016 | English-Billiards-Weltmeisterschaft (Zeit) | David Causier    | 2224:1115    |
| Sieger  | 2017 | UK Open                                    | David Causier    | 946:915      |
| Sieger  | 2017 | European Open                              | Peter Gilchrist  | 1058:873     |
| Sieger  | 2017 | Vimy Ridge Classic                         | Dhvaj Haria      | 454:375      |
| Sieger  | 2017 | Americas Cup                               | Robert Hall      | 1250:516     |
| Sieger  | 2019 | Vimy Ridge Classic                         | Dhvaj Haria      | 477:405      |

### Amateurturniere
| Ausgang | Jahr | Turnier                                         | Finalgegner     | Ergebnis  |
| ------- | ---- | ----------------------------------------------- | --------------- | --------- |
| Sieger  | 1985 | Under 16 English Amateur Billiards Championship | N. Prior        | 464:111   |
| Sieger  | 1986 | Under 19 English Amateur Billiards Championship | Dave Finbow     | 428:279   |
| Zweiter | 1986 | English Amateur Billiards Championship          | Ken Shirley     | 1:3       |
| Sieger  | 1987 | Under 19 English Amateur Billiards Championship | Peter Gilchrist | 395:166   |
| Sieger  | 2002 | IBSF World Billiards Championship (Zeit)        | Geet Sethi      | 2438:1499 |
| Sieger  | 2010 | IBSF World Billiards Championship (Punkte)      | Pankaj Advani   | 6:0       |
| Sieger  | 2010 | IBSF World Billiards Championship (Zeit)        | Peter Gilchrist | 4120:784  |
| Sieger  | 2011 | IBSF World Billiards Championship (Punkte)      | Pankaj Advani   | 6:3       |
| Sieger  | 2011 | IBSF World Billiards Championship (Zeit)        | Matthew Bolton  | 3001:519  |
| Zweiter | 2012 | IBSF World Billiards Championship (Zeit)        | Pankaj Advani   | 1216:1895 |
| Zweiter | 2017 | IBSF World Billiards Championship (150 Up)      | Pankaj Advani   | 2:6       |
| Sieger  | 2017 | IBSF World Billiards Championship (Long Up)     | Robert Hall     | 1500:1284 |